# AAK1
AAK1 (ang. adaptor-associated protein kinase 1, znany także jako AP2-associated protein kinase 1) – białko, enzym kodowany u człowieka genem AAK1. Opisano alternatywne warianty splicingowe, ale ich biologiczne znaczenie nie zostało dotychczas ustalone.

## Funkcja
Adaptor-related protein complex 2 (AP-2 complexes) działają poprzez mediowaną przez receptor endocytozę, wywołując zgrupowanie cząsteczek klatryny, wchodząc w interakcje ze związanymi z błoną receptorami, co wiąże się z rekrytacją dodatkowych czynników encytarnych. Wspomniany gen koduje bialko będące członkiem podrodziny SNF1 kinaz serynowo-treoninoych. Wchodzi w interakcje z podjednostką kompleksu AP-2, który wpływa na wiązanie AP-2 w celu sortowania sygnałów przekazywanych przez receptory związane z błoną komórkową i następczej endocytozy receptorowej. Aktywność kinazy stymulowana jest przez klatrynę.